# Gauangelloch
Gauangelloch ist ein Dorf südlich von Heidelberg im Rhein-Neckar-Kreis in Baden-Württemberg. Die etwa 2500 Einwohner große Gemeinde vereinigte sich 1973 bei der Gebietsreform in Baden-Württemberg zusammen mit dem ihr angeschlossenen Dorf Ochsenbach mit der Stadt Leimen.

## Geographie

### Geographische Lage

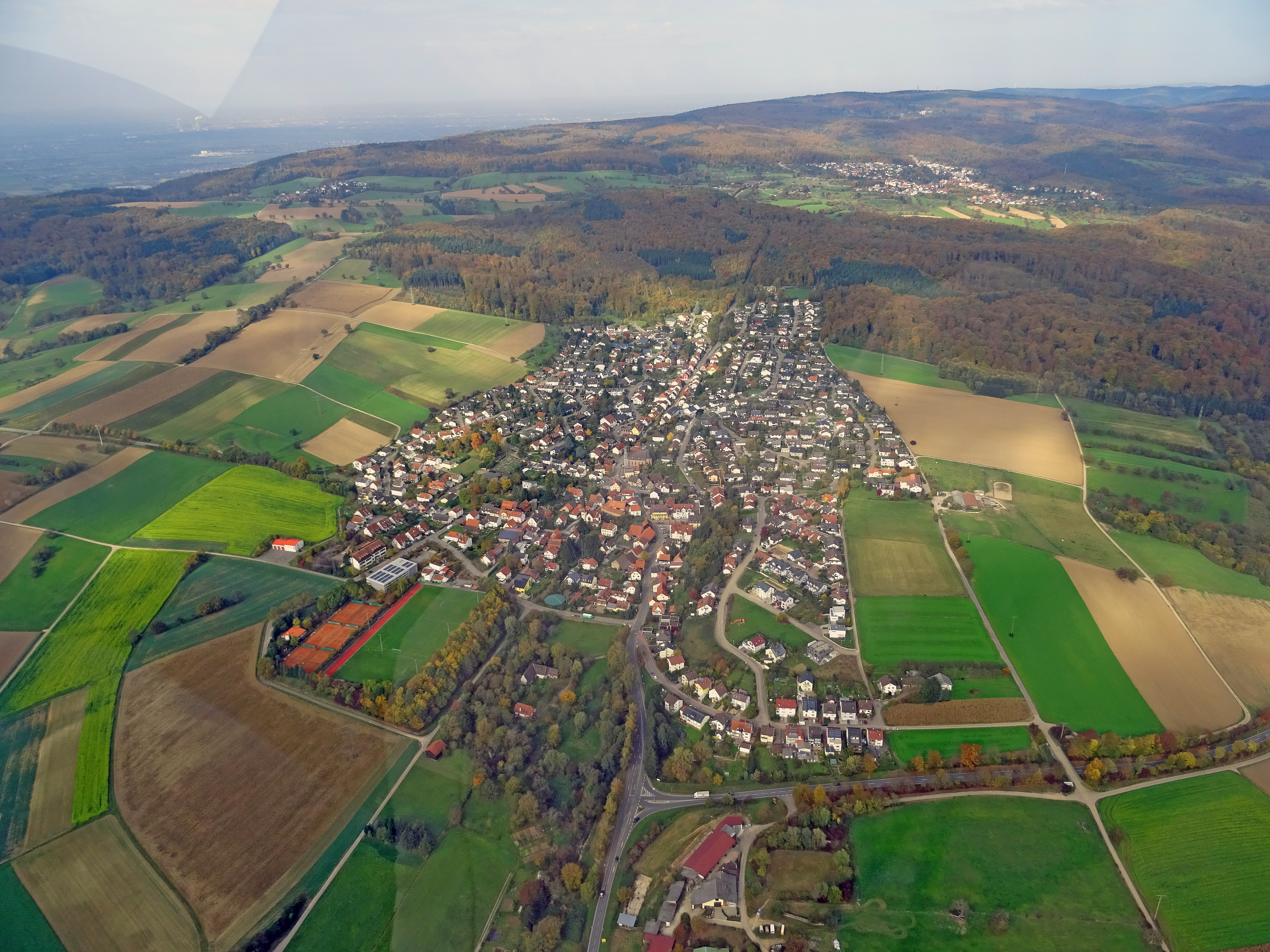
Luftaufnahme von Gauangelloch mit Blick auf den Königstuhl

Gauangelloch liegt am Südhang des Königstuhlmassives, dem Hausberg Heidelbergs, an dem auch das Heidelberger Schloss liegt, sowie im Naturpark Neckartal-Odenwald und gehört zur Metropolregion Rhein-Neckar. Die Gemarkung des Ortes liegt größtenteils im Kraichgau, der nördliche Gemarkungsteil zählt aufgrund des charakteristischen Buntsandsteins noch zum Kleinen Odenwald. Der zwischen 175 und 312 Meter über NN liegende Naturraum wird durch drei von Norden nach Süden ziehende Täler gegliedert. Eines der Täler ist das des Oberlaufs des Gauangelbachs, westlich davon liegen die Täler des Ochsenbachs und des Daisbächleins, Letzteres bildet auch die westliche Naturraumgrenze.
Einen guten Überblick über die früheren geographischen Verhältnisse vermittelt die topografische Karte von Gauangelloch und Umgebung aus dem Jahr 1881.

### Nachbargemeinden
Die folgenden Orte grenzen an Gauangelloch – sie werden im Uhrzeigersinn beginnend im Norden genannt:
Gaiberg, Bammental, Schatthausen (Wiesloch), Ochsenbach (Leimen), Maisbach und Lingental.

## Geschichte

### Entstehungsgeschichte

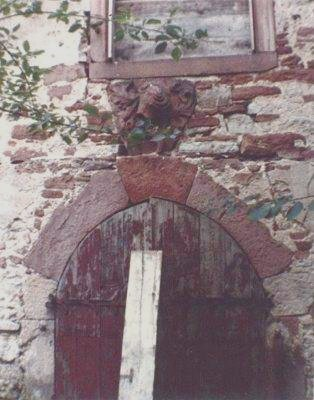
Portal der ehem. Burg Gauangelloch (ca. 1980)

In den 1970er Jahren fand man im Gewann „Insel“ ein aus grau-grünem Jadeit gearbeitetes Kultbeil, das mit 4000–1800 v. Chr. in die Jungsteinzeit fällt und somit zumindest die gelegentliche Präsenz von Steinzeitmenschen belegt. Im Gebiet des heutigen Gauangelloch wurden zudem Tonscherben und Mauerreste gefunden, die auf eine Besiedelung bereits in der Römerzeit schließen lassen; die Anlage des Ortes ist etwa in das 8. oder 9. Jahrhundert zu datieren.
Die erste Erwähnung des Dorfes als „Angelach“ in einer vermutlich gefälschten bzw. auf 1016 zurückdatierten Urkunde des Bistums Worms gehört ins 12. Jahrhundert. In der in lateinischer Sprache abgefassten Urkunde wird die Ausstattung des von Bischof Burchard I in Worms neu gegründeten St.-Paul-Stifts mit seinen Gütern dokumentiert. Darin heißt es zu Gauangelloch: „[…] Außerdem gab ich (Bischof Burchard) ihnen (den Brüdern des St.Paul-Stifts) […] zu Gauangelloch neuneinhalb Mansen und zwei Freigüter […]“. Besagte Urkunde befindet sich heute in der Universitätsbibliothek Heidelberg. Trotz vermeintlicher Rückdatierung soll die Urkunde die darin beschriebenen Verhältnisse weitgehend korrekt wiedergeben.
Über Jahrhunderte wurde der Ort in der Umgangs- bzw. Amtssprache Angelloch genannt. Der Ortsname setzt sich aus den Wortteilen angel (Angelhaken, bzw. mittelhochdeutsch Fischangel, Stachel) sowie och (Fluss/Wasser (althochdeutsch aha bzw. mittelhochdeutsch ahe)) zusammen und stellt einen Bezug zum im Ort fließenden Gewässer her. Die Zusammenführung beider Wortteile ergibt das Altdeutsche angel-aha sowie das mittelhochdeutsche angel-ahe, woraus sich mit der Zeit Angellach bzw. Angelloch entwickelte, auch wenn darüber hinaus zuvor auch Formen wie Andelachen (1198), Angelach (1289), Angelach under dem Geuberge (1369), Gauangelach (1496), Anngenloch (1559) existierten. In der Urkunde von 1016 war noch von „Angelachen“ die Rede.
Die Erweiterung des Namens durch die Vorsilbe „Gau“ bezieht sich auf die landschaftlichen Voraussetzungen der Region, nämlich fruchtbares Ackerland mit verhältnismäßig wenig Wald, die daher die Landwirtschaft als Mittelpunkt des dörflichen Lebens hatte. Umgekehrt verhält es sich bei Orten mit der Vorsilbe „Wald“. Zur Unterscheidung gegenüber Waldangelloch am anderen Quellarm des Angelbachs ist um 1300 jedoch auch von „Angelach uf dem Geiberge“ (Angelach auf dem Gaiberg) die Rede, woraus sich in der Neuzeit letztlich der heutige Ortsname „Gauangelloch“ gebildet hat.
Die erste sichere Beurkundung Gauangellochs, seiner katholischen Mutterpfarrei mit Peterspatrozinium sowie den Filialen Gaiberg, Schatthausen und (Wald-)Hilsbach stammt aus dem Jahr 1270; die Lehenshoheit der Pfalzgrafen über Gauangelloch wird erstmals 1391 bezeugt.
Während der Ritterzeit siedelten sich die Ritter von Angelach bzw. Angelloch hier an und erbauten sich die auch als Bettendorfsches Schloss bekannte Wasserburg Gauangelloch als Herrschaftssitz; im Jahr 1453 ging die Lehnsherrschaft derer von Angelloch an die Freiherrn von Bettendorff über. Um 1522 wurde die Reformation durchgeführt, indem die Familie von Bettendorff die Lutherische Lehre annahm, und mit ihr der überwiegende Teil der Bevölkerung. Als Folge der Reformation wurde u. a. Ochsenbach kirchlich fortan aus Schatthausen versorgt. Um 1650 waren die Gemeinden Gauangelloch und Mauer biniert.
Im Dreißigjährigen Krieg wurde Gauangelloch vollständig zerstört, die Einwohner flohen oder wurden getötet. Erst 1665 bauten Johann Philipp und Helena von Bettendorff die Burg wieder auf. Im Laufe des 18. Jahrhunderts verwahrloste die Burg jedoch und begann zu zerfallen. 1823 wurde sie abgerissen und Franz Ludwig von Bettendorff stellte den zuwandernden Katholiken den Keller der Burg zur Verfügung, um darauf 1824 eine Kapelle zu errichten, die 1902 als Gotteshaus diente und anschließend in eine Scheuer umgebaut wurde.
Die Familie Göler von Ravensburg stellt die Patronatsfamilie der Evangelischen Kirchengemeinde Gauangelloch dar.
Im Jahre 1937 wurde das benachbarte Ochsenbach nach Gauangelloch eingemeindet. Ochsenbach wurde erstmals im Verzeichnis der speyerischen Leibeigenen um 1300 erwähnt. Die Ortschaft wurde 1771 mit dem angrenzenden Hof Maisbach unter einem eigenen Stabhalter vereinigt, und dieser neuen Gemeinde wurde 1797 noch der Weiler Lingental zugewiesen. Die drei Gemeinden bestanden bis 1935; nachdem sie von 1935 bis 1937 zwangsweise eine einheitliche Gemeinde gebildet hatten, wurde am 1. April 1937 Lingental an Leimen, Maisbach an Nußloch und Ochsenbach an Gauangelloch angeschlossen.
In den folgenden Jahren wandelte sich die Gemeinde Gauangelloch mit ihrem Ortsteil Ochsenbach vom Bauerndorf zur Pendlergemeinde. Am 1. Oktober 1973 wurde sie in Zusammenhang mit der Gebietsreform in Baden-Württemberg in die Stadt Leimen eingegliedert. Seitdem haben sich Gauangelloch und Ochsenbach zu attraktiven Wohnorten entwickelt. Beide haben jedoch ihren dörflichen Charakter beibehalten und sind deshalb beliebte Orte, die zum Wandern durch Kraichgau und Odenwald einladen.

### Einwohnerentwicklung
Die Einwohnerentwicklung Gauangellochs lässt sich insgesamt als sanft und gleichmäßig ansteigend beschreiben. Als Folge der Ergebnisse des Zensus 2011 musste die ursprünglich angenommene Bevölkerungszahl um rund 200 Einwohner reduziert werden.
| Jahr | Einwohner |
| ---- | --------- |
| 1577 | 145       |
| 1651 | 10        |
| 1777 | 267       |
| 1812 | 396       |
| 1823 | 454       |
| 1830 | 475       |
| 1845 | 503       |
| 1864 | 492       |
| 1867 | 490       |

| Jahr | Einwohner |
| ---- | --------- |
| 1880 | 513       |
| 1900 | 547       |
| 1919 | 533       |
| 1933 | 567       |
| 1939 | 554       |
| 1950 | 985       |
| 1955 | 917       |
| 1960 | 909       |
| 1965 | 1036      |

| Jahr/Datum        | Einwohner |
| ----------------- | --------- |
| 1970              | 1175      |
| 31. Dezember 1975 | 1408      |
| 31. Dezember 1980 | 1569      |
| 31. Dezember 1985 | 1797      |
| 31. Dezember 1990 | 2060      |
| 31. Dezember 1995 | 2287      |
| 31. Dezember 2000 | 2417      |
| 31. Dezember 2005 | 2440      |
| 30. Juni 2010     | 2425      |

| Jahr | Einwohner |
| ---- | --------- |
| 2016 | 2286      |

## Wappen und Flagge
Die Blasonierung des Wappens lautet: „In Blau ein silberner Angelhaken.“ Es geht zurück auf ein Gerichtssiegel aus dem Jahr 1762. Dieses wiederum nahm Bezug auf das Familienwappen der Herren von Angelloch. Die Weiß-Blaue Flagge wurde 1961 vom Innenministerium verliehen.

## Politik
Bedingt durch die Vereinigung im Jahr 1973 untersteht Gauangelloch seither dem Oberbürgermeister der Stadt Leimen.

### Gemeinde-/Ortsvorsteher und Bürgermeister
Historischer Überblick der Gemeinde-/Ortsvorsteher und Bürgermeister in Gauangelloch
| Schultheißen und Vögte - Frohmüller 1770–1780 - Martin Klingmann 1780–1796 - Ph. Carolus 1796–1825 - Martin Salzgeber 1825–1839 | Bürgermeister - Jakob Salzgeber 1839–1841 - Andreas Dornes 1841–1845 - Valentin Dussel 1845–1851 - Josef Weckesser 1851–1861 - Bernhard Himmelmann 1861–1876 - Heinrich Rehm 1876–1903 - Andreas Klingmann 1903–1911 - Jakob Lämmler 1912–1934 - Georg Litterer 1934–1936 - Ludwig Baier 1936–1948 (1937 Eingemeindung des Nachbardorfes Ochsenbach) - Josef Lang 1948–1950 - Jacob Kast 1950–1968 - Alois Lang 1968–1973 |

### Ortsbeirat
Gauangelloch besaß seit seiner Eingemeindung zur Stadt Leimen 1973 einen eigenen Ortsbeirat, der wie in allen übrigen Leimener Stadtteilen aus 15 Mitgliedern bestand. Mit Ablauf des Jahres 2014 entschied sich der Leimener Gemeinderat aus Gründen der Kostenersparnis zur Auflösung der Ortsbeiräte. Auch wurde argumentiert, dass die Aufgaben der ortsteilbezogenen, beratenden Gremien bereits vom Gemeinderat abgedeckt würden.
Der letzte Gauangellocher Ortsbeirat umfasste insgesamt 15 Mitglieder und setzte sich nach der Kommunalwahl vom 7. Juni 2009 nach Parteien wie folgt zusammen:
- GALL: 2
- SPD: 4
- FWV: 2
- FDP: 2
- CDU: 5

| Partei/Liste | Sitze |
| ------------ | ----- |
| CDU          | 5     |
| SPD          | 4     |
| FDP          | 2     |
| FWV          | 2     |
| GALL         | 2     |

### Städtepartnerschaften
Gauangelloch unterhält nach Unterzeichnung der offiziellen Urkunde seit 1981 eine Städtepartnerschaft mit dem in der Champagne bei Reims gelegenen Cernay-lès-Reims (Frankreich). Bereits in den 1970er Jahren gab es erste Kontakte mit Partnerschaftstagen in Gauangelloch (1971) sowie einen Schüleraustausch (1976). Bis heute treffen sich die Bürger beider Gemeinden abwechselnd einmal im Jahr in Gauangelloch und in Cernay.

## Wirtschaft und Infrastruktur

### Verkehr

#### Straßenverkehr
Wichtigste Straße des Ortes ist die Kreisstraße von Heidelberg nach Schatthausen (K4160/4161). In Richtung Westen zweigt eine Straße nach Nußloch über Ochsenbach ab, in Richtung Osten führt eine weitere Straße ins Elsenztal nach Bammental. Außerdem besteht eine durch Lingental führende Verbindung nach Leimen (L600).

#### Öffentlicher Nahverkehr
Gauangelloch liegt im Tarifgebiet des Verkehrsverbunds Rhein-Neckar.
Die Buslinie 757 des BRN verkehrt nach Heidelberg und Schatthausen. BRN-Linie 737 (von Gaiberg nach Wiesenbach bzw. Langenzell) verbindet Gauangelloch mit dem S-Bahnhof Bammental-Reilsheim. Zudem gibt es eine Ruftaxiverbindung nach Leimen.
Über die Bahnhöfe im Nachbarort Bammental besteht Anschluss an die zwischen Heidelberg und Heilbronn verkehrende Elsenztalbahn sowie die S-Bahn RheinNeckar, die mit ihren Zügen der neuen Linien S 5 auf dieser Strecke von Heidelberg nach Eppingen (Linie S 5) verkehrt. Seit Juni 2010 wird die ebenfalls neue Linie S51 von Heidelberg aus über die Schwarzbachtalbahn nach Aglasterhausen geführt.
Im Leimener Stadtteil St. Ilgen befindet sich der an der Bahnstrecke Heidelberg–Karlsruhe beziehungsweise Heidelberg–Stuttgart liegende Bahnhof St. Ilgen/Sandhausen. Hier verkehrt neben vereinzelten Regionalbahn- und Regional-Express-Zügen die S-Bahn RheinNeckar mit der Linie S 3 (von Germersheim nach Karlsruhe) sowie der Linie S4 (von Bruchsal nach Germersheim). Zudem hält hier auch die Rheintalbahn auf der Strecke Mannheim-Basel.

### Behörden
Gauangelloch verfügt über eine Amtsverwaltung, die im ehemaligen Schul- und Rathaus untergebracht ist.

### Polizei
Der zuständige Polizeiposten ist in Leimen.

### Feuerwehr

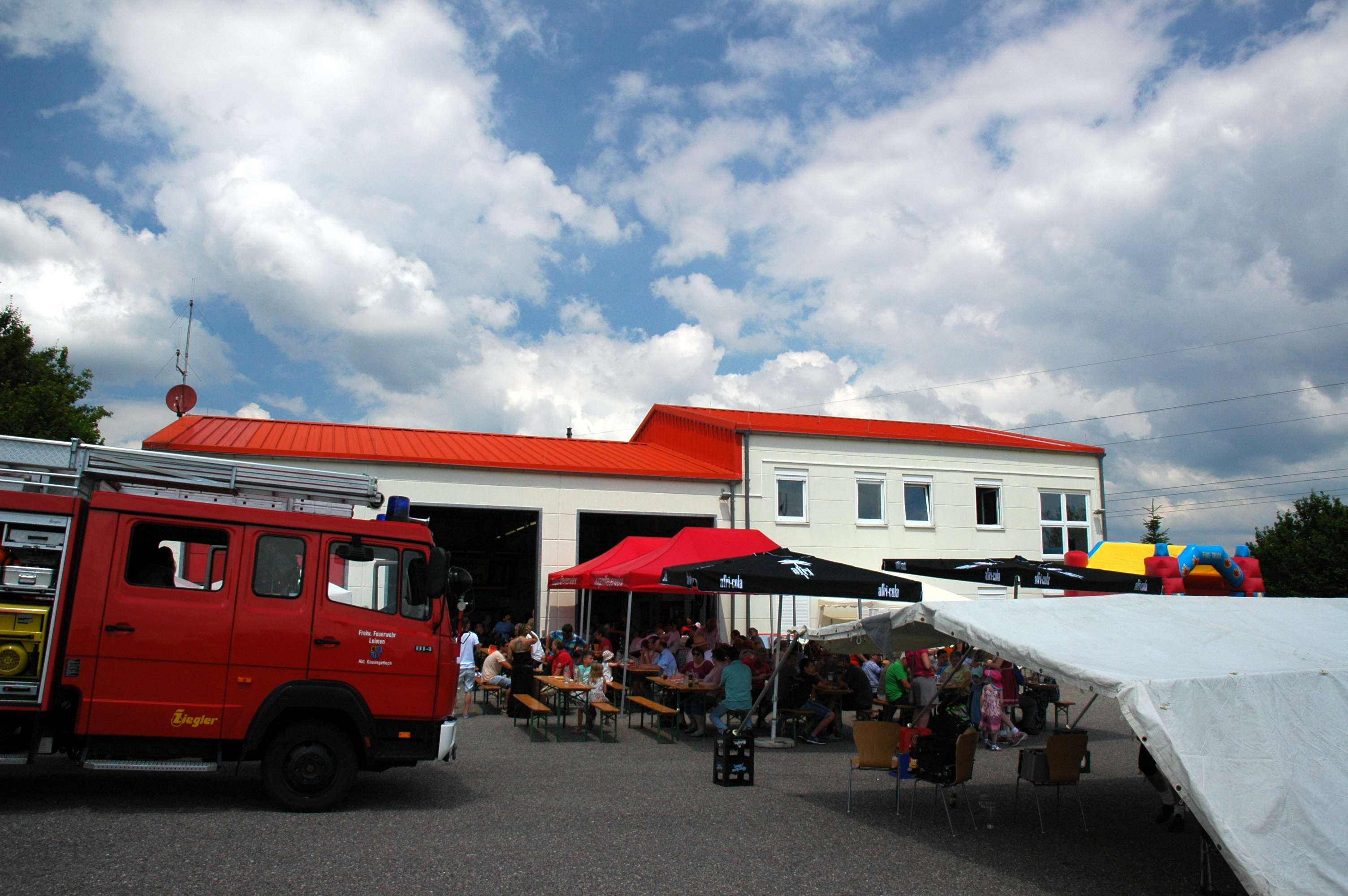
Freiwillige Feuerwehr Gauangelloch

Die Abteilung Gauangelloch der Freiwilligen Feuerwehr Leimen besitzt ein eigenes Feuerwehrhaus mit einem Mannschaftstransportfahrzeug (MTF) sowie einem Löschgruppenfahrzeug (LF 8/6) und einem Anhänger. Die Freiwillige Feuerwehr Gauangelloch besteht neben aktiven Mitgliedern auch aus einer Jugendfeuerwehr.

### Bildung
Gauangelloch verfügt über eine Grundschule sowie einen Kindergarten. Beide Einrichtungen wurden im Jahr 2008 durch das Kultusministerium Baden-Württemberg in das Modellprojekt „Bildungshaus für Drei- bis Zehnjährige“ aufgenommen, das den Schülern durch die enge Verzahnung von Kindergarten und Grundschule neue Möglichkeiten im Bereich einer frühkindlichen Bildung und Förderung bieten soll. Im Kindergarten wird eine Ganztags- sowie U3-Betreuung angeboten.

### Gesundheit
In Gauangelloch befinden sich eine Allgemeinarztpraxis sowie eine Zahnarztpraxis. Die kirchliche Sozialstation Leimen-Nußloch-Sandhausen übernimmt die Pflege von Senioren und Kranken in deren zu Hause.

### Freizeitangebote
Für Kinder sind über den Ort verteilt fünf Spielplätze eingerichtet. Auch für Jugendliche sowie Erwachsene sind viele Freizeitangebote vorhanden. In Gauangelloch sind 20 Vereine aktiv, zudem gibt es vor Ort Kurse der Volkshochschule Leimen.

### Bücherei
Auf Bestreben einer örtlichen Interessengemeinschaft wurde ein öffentliches Bücherregal im Eingang des Rathauses realisiert.

### Internetversorgung
Gauangelloch ist nach Ausbau der Breitbandversorgung im Jahr 2009 sowie einer Erweiterung im Jahr 2014 nahezu komplett an das VDSL-Netz angeschlossen. Die maximale Geschwindigkeit (downstream) erreicht dabei je nach Anschlussstelle maximal 100 MBit/s (Stand November 2022).
Der Ausbau einer Glasfaserversorgung ist im Rahmen des High-Speed-Zweckverbands „Fiber-net“ geplant. Bis 2017 sollen entsprechende Backbones fertiggestellt sein, von denen aus bis spätestens 2029 in drei Zeitfenstern alle teilnehmenden Kommunen an das Netzwerk angeschlossen werden sollen. Hinter „Fiber-net“ steht der „Zweckverband High-Speed-Netz Rhein-Neckar“, der am 29. November 2014 vom Rhein-Neckar-Kreis gemeinsam mit seinen 55 Städten und Gemeinden mit dem langfristigen Ziel gegründet wurde, einen Glasfasernetzvollausbau im gesamten Kreisgebiet zu erreichen.
Im November 2022 wurde die nötige Quote von mindestens 33 % der Bevölkerung, die einen Glasfaservertrag unterzeichnete, erreicht, sodass die Deutsche Glasfaser nach abgeschlossener Nachfragebündelung nun mit der Planungsphase bezüglich der Baumaßnahmen zur Glasfaserverlegung begonnen hat. Nach Abschluss der Arbeiten wird Gauangelloch mit einer Maximalgeschwindigkeit von bis zu 1000 Mbit/s (Download) und bis zu 500 Mbit/s (Upload) an das Glasfasernetz angeschlossen sein.

### Neubaugebiete
Ein ausgewiesenes Neubaugebiet ist derzeit nicht vorhanden, jedoch bieten die bestehenden Baugebiete noch freie Bauplätze. Der Bodenrichtwert liegt 2016 bei 260 €/m². (Stand 2016)

### Nahversorgung
In Gauangelloch gibt es einen Bäcker, einen Blumen-, Obst- und Gemüseladen, eine Postfiliale, einen Friseur, eine Filiale der Volksbank sowie zwei Beauty-Salons. Die Bäckerei Emert, die im Jahre 2008 ihr 100-jähriges Jubiläum feierte, wurde 1908 von Ludwig Emert und seiner Ehefrau Friderike als Landbäckerei von der Familie Filsinger übernommen. Die kleine Dorfbäckerei überstand zwei Weltkriege unbeschadet. 1954 übernahmen Sohn Heinrich und seine Frau Susanne die Bäckerei. Bereits 1957 konnte ein Wohnhaus mit großer Backstube, ölbefeuertem Ofen und mit einem für damalige Verhältnisse modernen Laden gebaut werden. Überregional bekannt ist das eigens produzierte Holzofenbrot.

### Gaststätten
Im Ort existieren zwei Gaststätte, eine davon in Ochsenbach.

### Weitere Einrichtungen
Am 15. Juni 2013 wurde mit der „Schlossberghalle“ gegenüber der Gauangellocher Grundschule eine neue gebaute Sport- und Kulturhalle eingeweiht, deren Bau 2,7 Mio. € kostete.

## Kultur und Sehenswürdigkeiten
Am Europäischen Fernwanderweg E1, der dem Verlauf einer alten Römerstraße folgt, gelegen, finden sich auf dem Gauangellocher Gickelsberg eine Bildsäule aus 1610, die das Wappen des ortsansässigen Geschlechts derer von Bettendorff trägt, sowie ein Grabkreuz, das als „Römergrab“ bekannt ist. Kurz vor dem Gickelsberg, direkt gegenüber dem Römerhof, befindet sich ein aus Sandstein gefertigtes Kreuz, das auf das 17./18. Jahrhundert datiert wird.
Auf dem Friedhof Gauangelloch steht ein Ostlandkreuz, das am 29. August 1954 eingeweiht wurde und, gemäß der Inschrift, „den Toten der Heimat“ (Querbalken des Kreuzes) sowie den „Opfern der Vertreibung“ (Kreuzsockel) gewidmet ist.
Der 2019 in Gauangelloch errichtete Evolutionsweg ist eine Wegstrecke mit 20 erläuternden Tafeln, deren Anfangspunkt den Beginn der Evolution symbolisiert; der Endpunkt des Weges steht symbolisch für das Auftreten des Menschen (Homo sapiens).

### Bauwerke
Im Stammschloss Bettendorfsches Schloss der Familie von Bettendorff und im umgebenden Schlossgarten kann heute im Rahmen von wechselnden Ausstellungen afrikanischer Künstler ganzjährig eine Galerie für zeitgenössische afrikanische Kunst besichtigt werden.
Das durch die Bürger erbaute, ehemalige Schul- und heutige Rathaus datiert von 1899.
Im Ort gibt es zwei in Eigenleistung errichtete Kirchengebäude, die beide im neugotischen Stil erbaut wurden:
Die evangelische Kirche mit viereckigem Glockenturm und runden Treppenturm, erbaut in den Jahren 1901–1902 nach Entwürfen des Architekten Hermann Behaghel. Die im Glockenturm enthaltenen vier Glocken sind nach den Evangelisten Matthäus, Lukas, Markus und Johannes benannt. Mehrere Entwürfe zum Bau der evangelischen Kirche aus dem Jahr 1832, sind noch erhalten. Die evangelische Kirche beherbergt eine Steinmeyer-Orgel aus dem Jahr 1902, die sich noch in originalem Zustand befindet.
2018 wurde die Kirche zuletzt umfangreich saniert und renoviert.

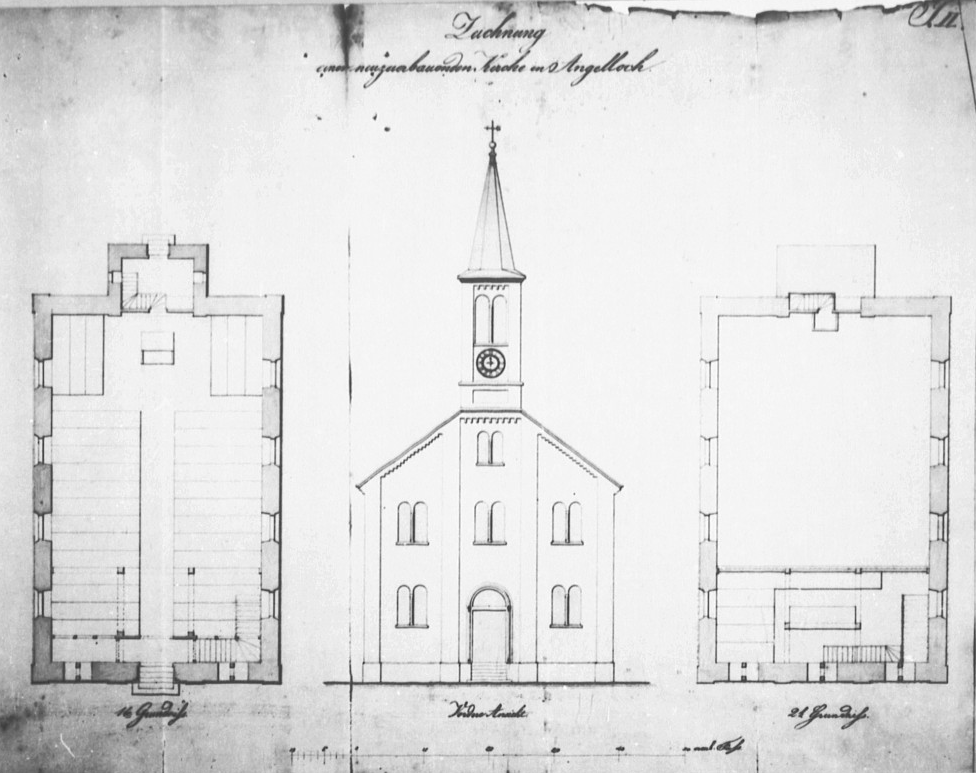
Evangelische Kirche Frontansicht, Entwurf
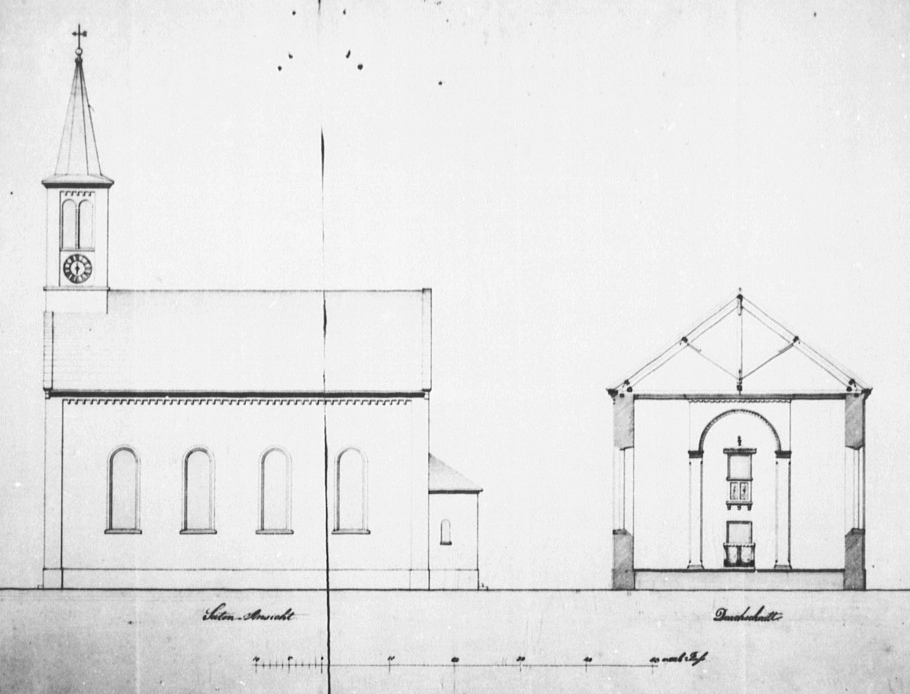
Evangelische Kirche Seitenansicht, Entwurf
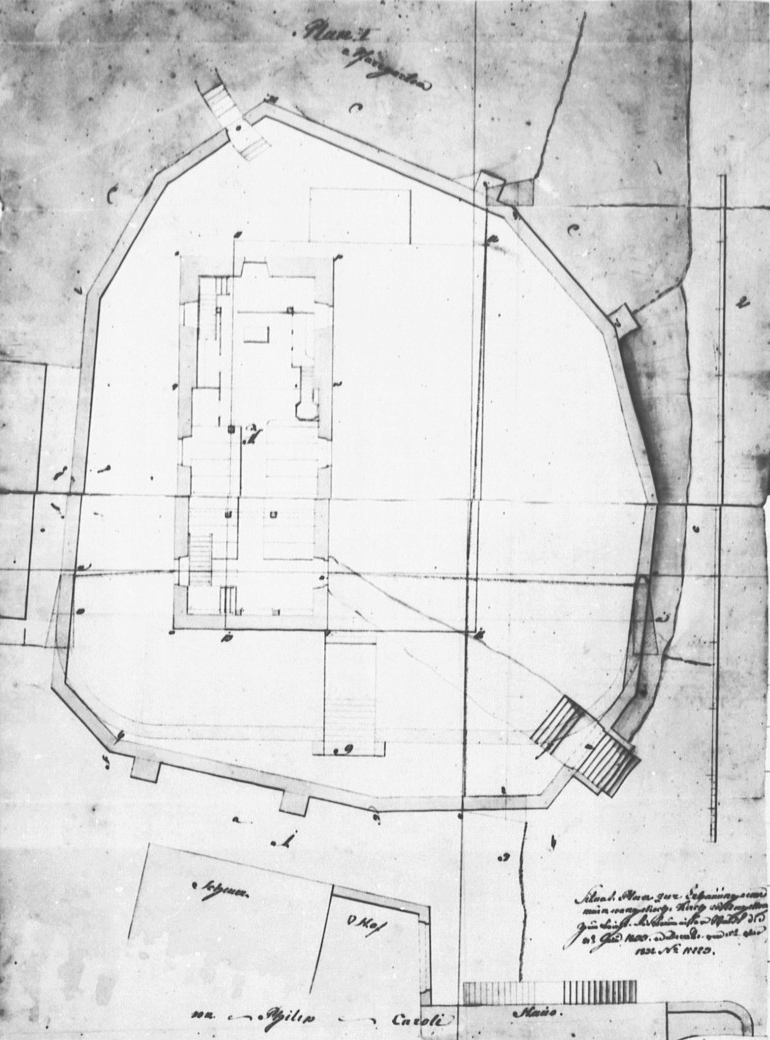
Evangelische Kirche Lageplan, Entwurf
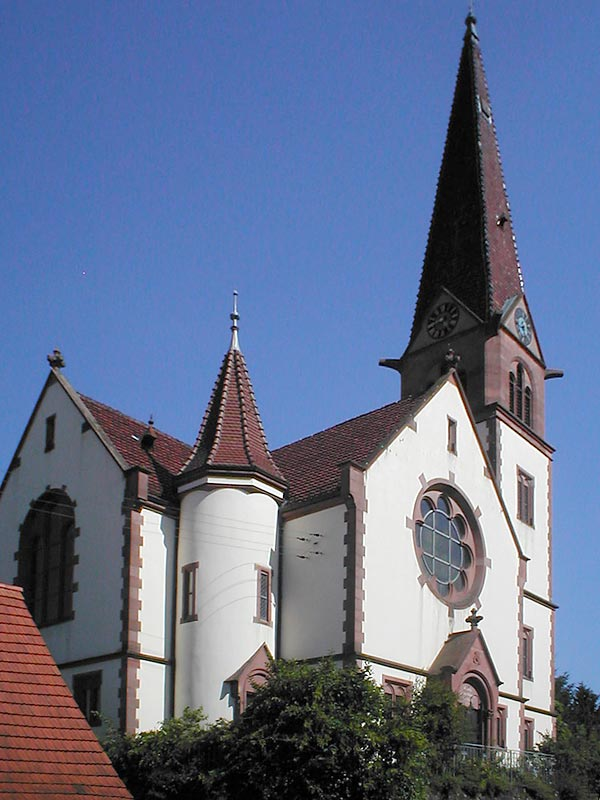
Neugotische Evangelische Kirche (Aufn. 2007)

Die katholische Kirche (St. Peter), ursprünglich „Peterspfarrkirche“, wurde 1020 von Propst Gerhard dem St. Paul-Stift in Worms geschenkt. Das Gebäude musste im Jahr 1752 einem barocken Neubau weichen, der dann wiederum durch die aktuelle, zwischen 1902 und 1904 errichtete, Kirche ersetzt wurde. Die sich noch um 1864 dort befindlichen, alten Bettendorffschen Grabmäler gingen dabei verloren. Das vierstimmige Bronzegeläut wurde im Jahr 1950 durch die Heidelberger Glockengießerei F. W. Schilling angefertigt.
Neben recht modernen Gebäuden finden sich in der Ortschaft noch einige historische Fachwerkhäuser.

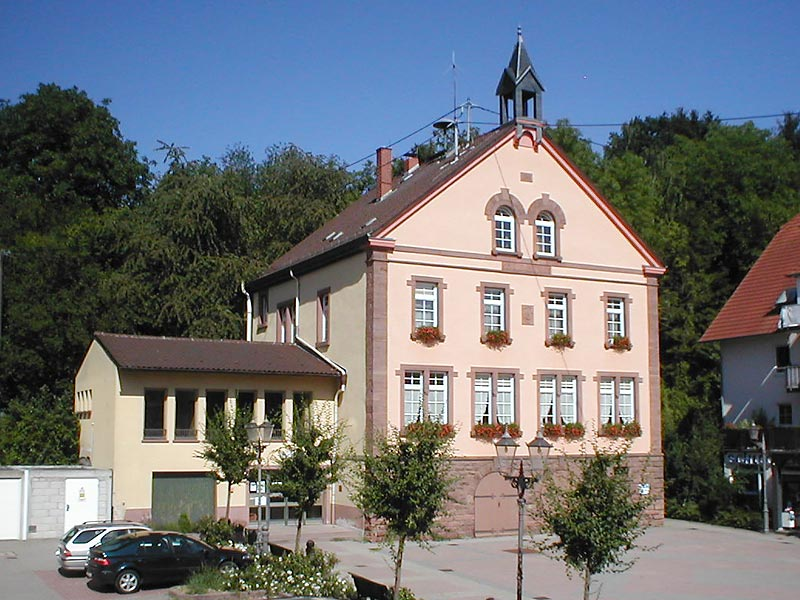
Schul- und Rathaus
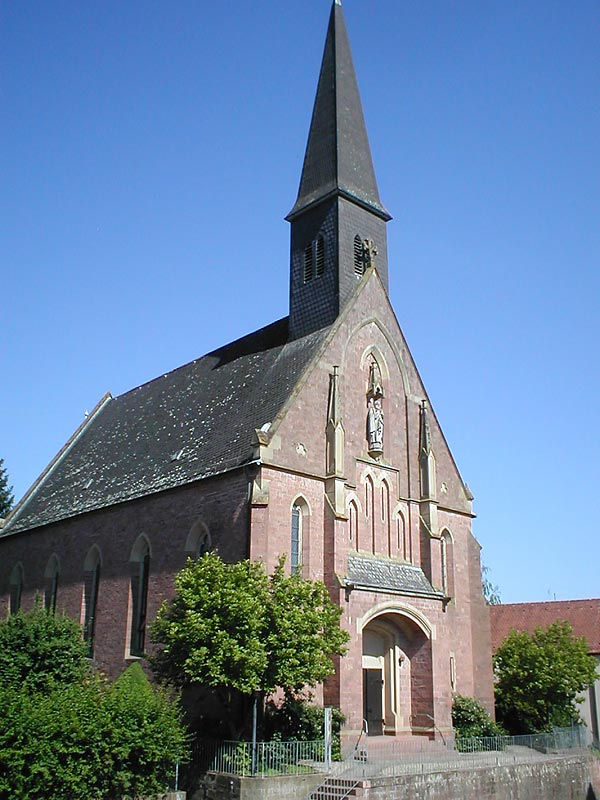
Katholische Kirche St. Peter
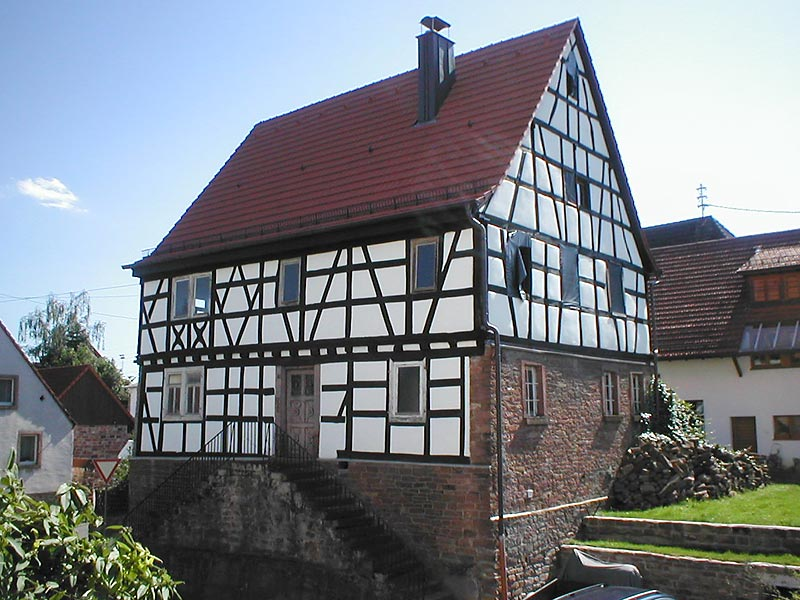
Historisches Fachwerk
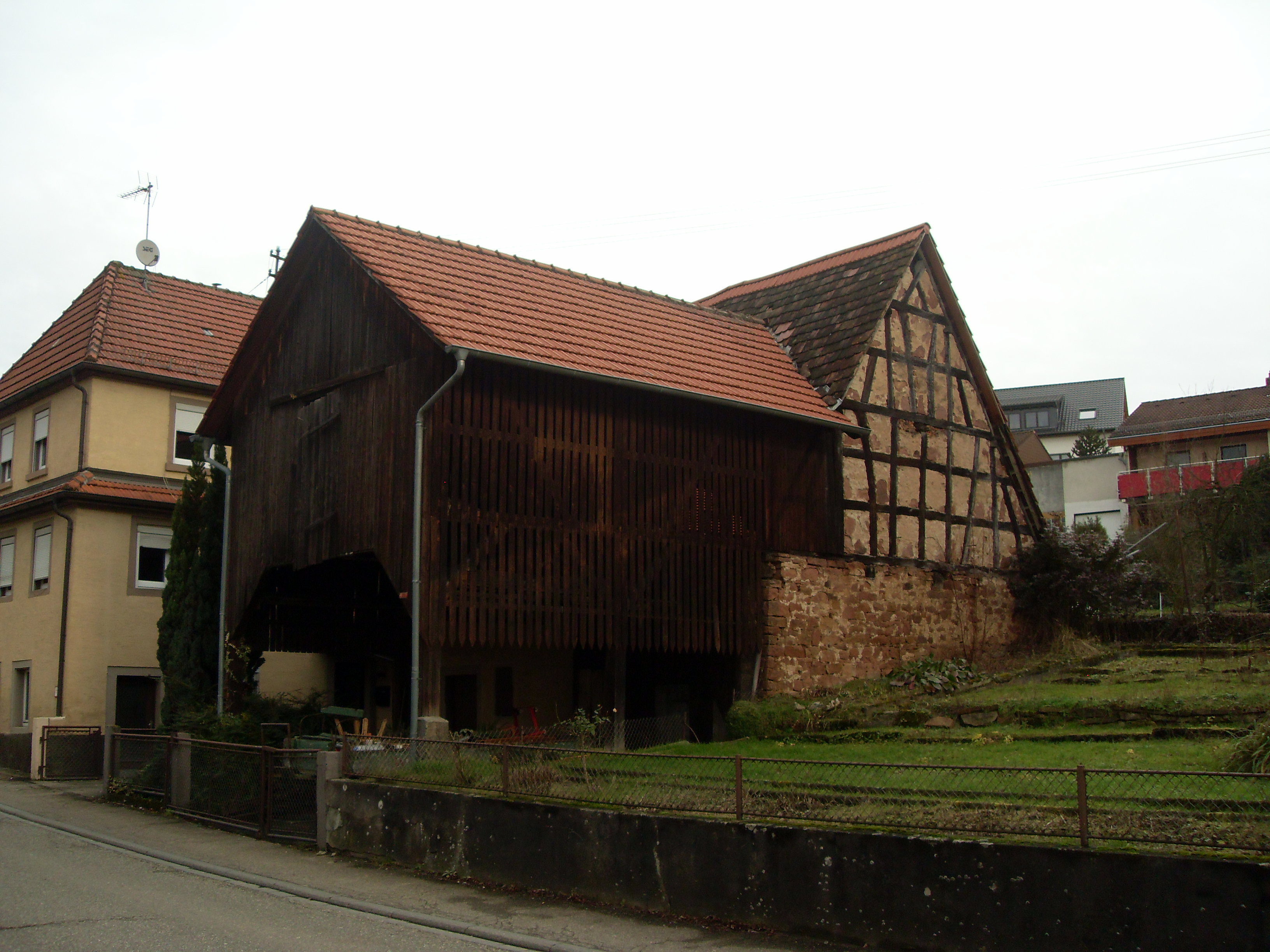
Fachwerkhaus mit Scheune
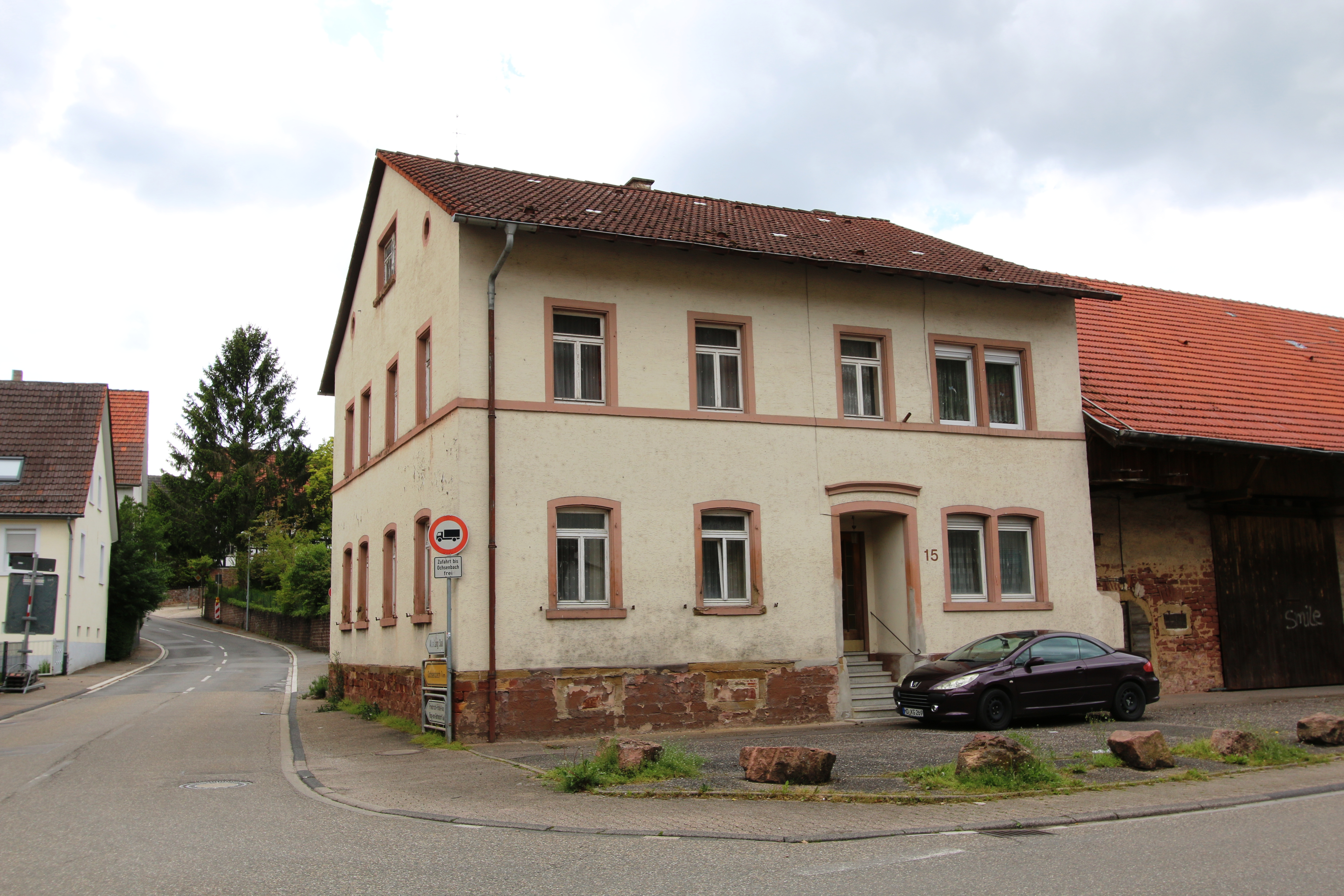
Bauerngehöft aus dem 19. Jh., Hauptstraße 15
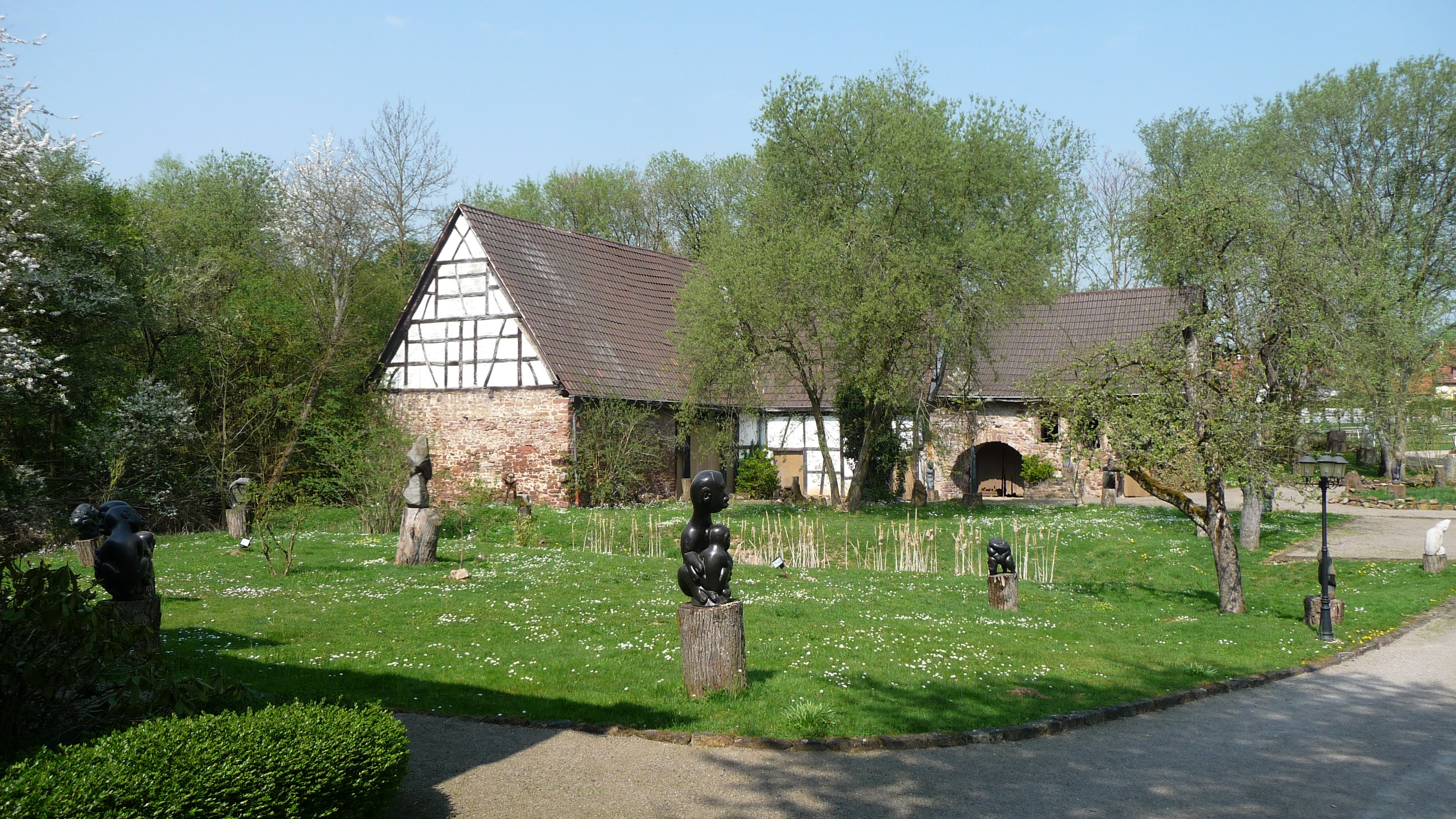
Kunstgalerie am Bettendorffschen Schloss
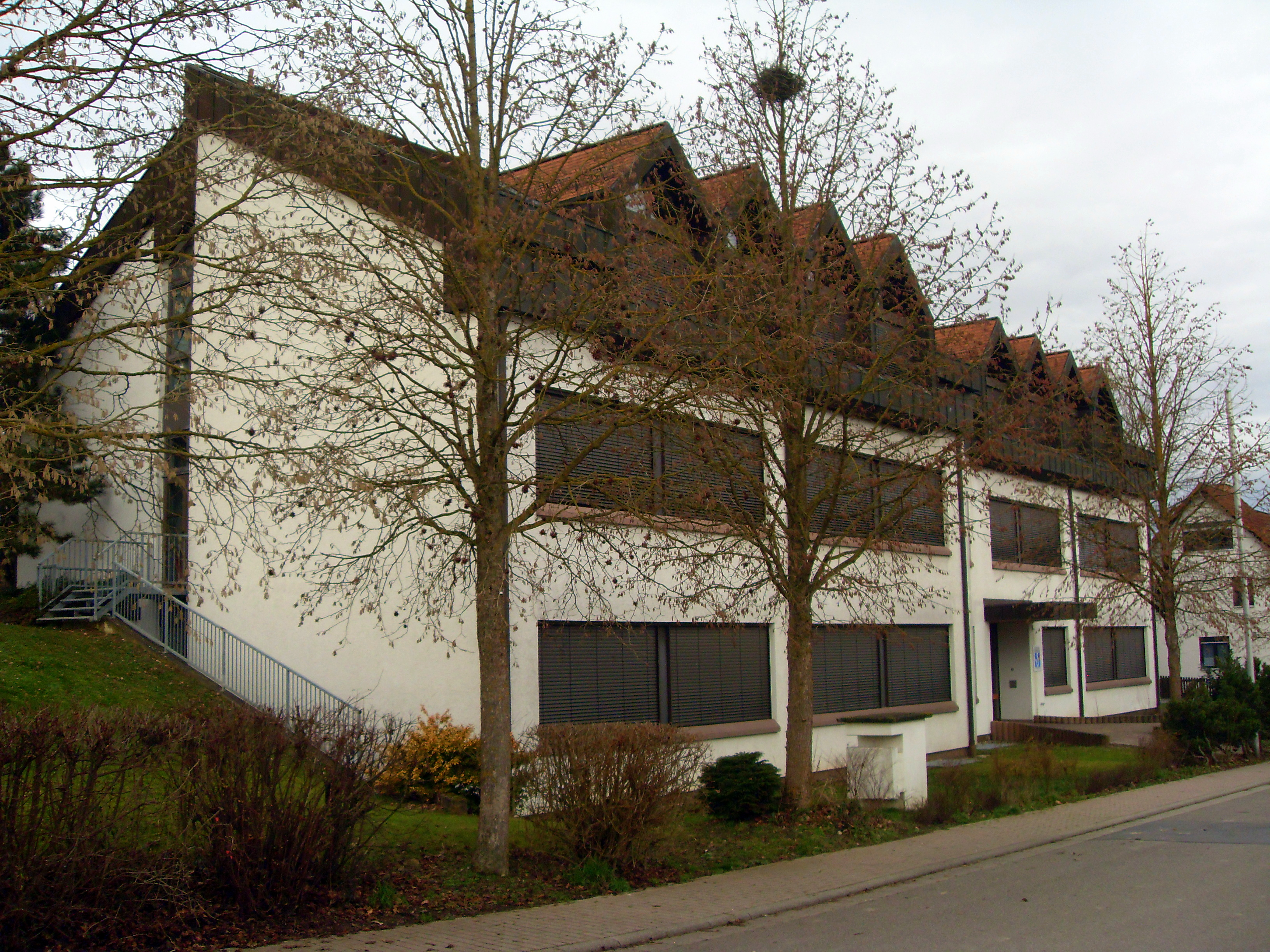
Grundschule Gauangelloch (Schlossbergschule)
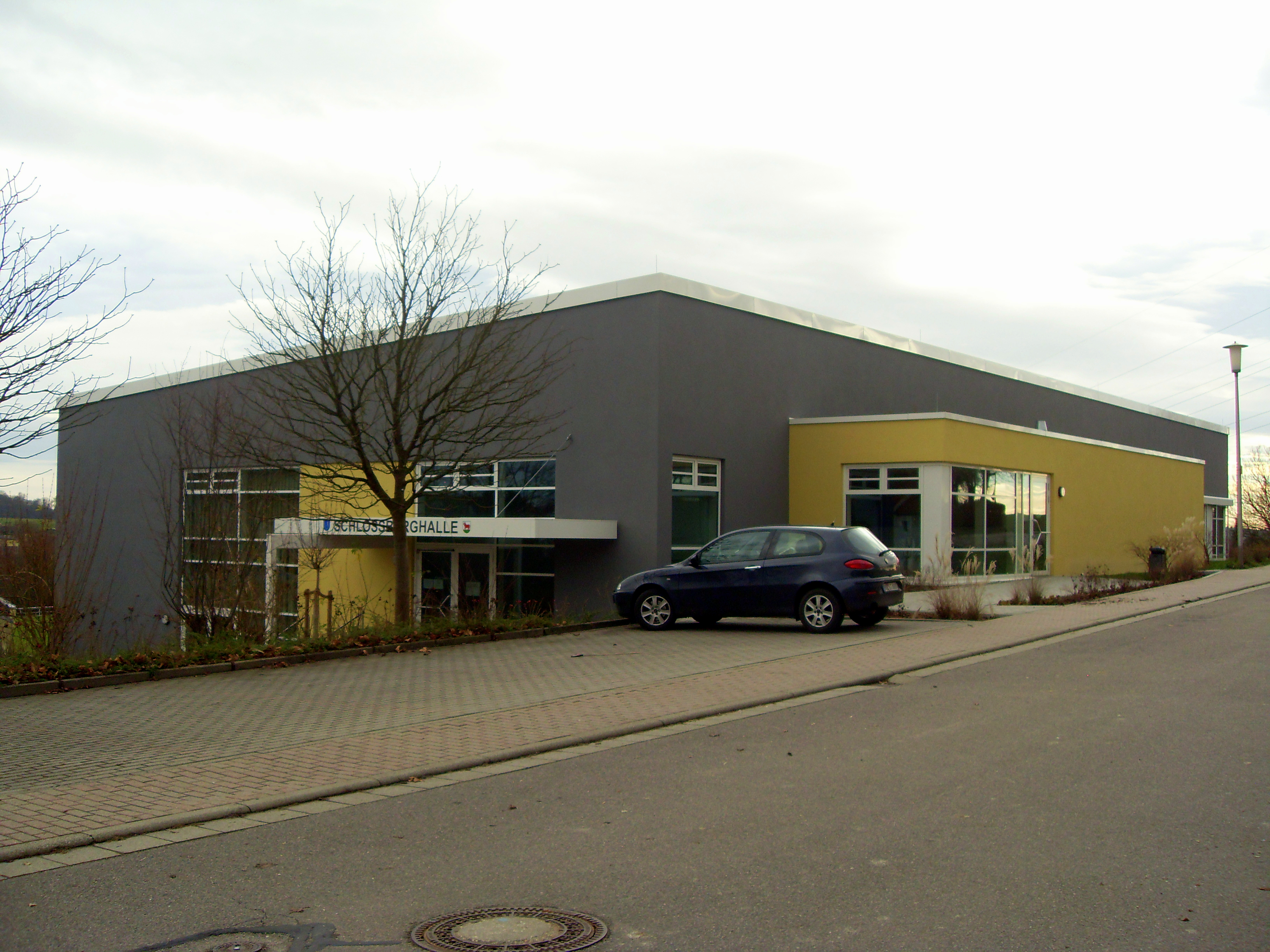
Schlossberghalle
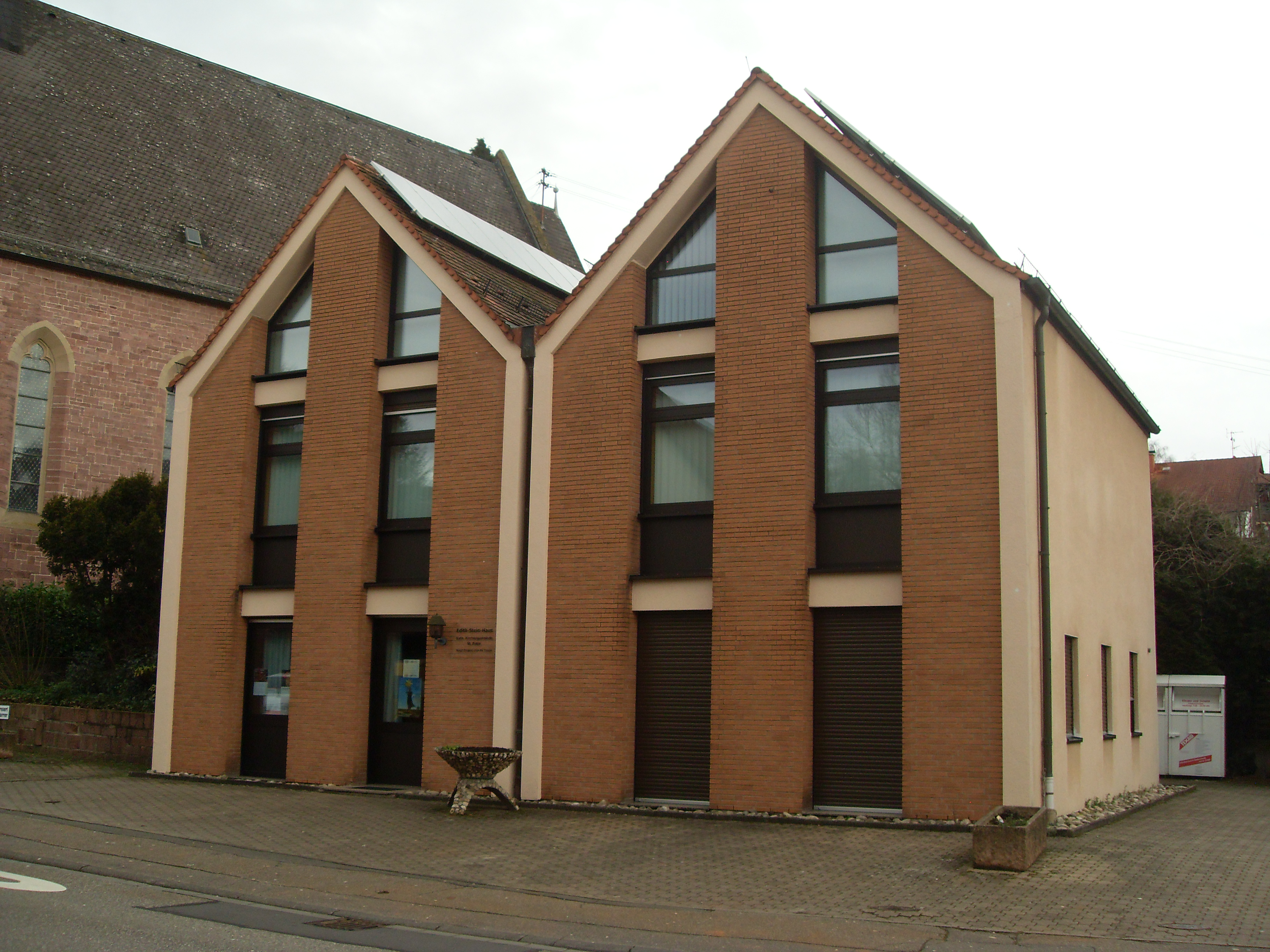
Edith-Stein-Haus

### Regelmäßige Veranstaltungen
Alljährlich werden in Gauangelloch die Kerwe (am letzten Augustwochenende) gefeiert. Parallel zur Kerwe findet eine über die Ortsgrenzen hinaus bekannte Kunstausstellung statt, bei der Künstler aus Gauangelloch und Ochsenbach ihre Malereien, Plastiken und Fotografien ausstellen.
Des Weiteren werden jedes Jahr das „Ortsturnier“, ein Amateur-Fußballturnier, ein Frühlingsfest sowie ein Weihnachtsmarkt ausgerichtet. Neuerdings wird in der Weihnachtszeit auch ein Adventssingen auf dem Rathausplatz veranstaltet.
Jede der beiden Kirchengemeinden organisiert zudem jeden Sommer ein eigenes Gemeindefest.
Darüber hinaus führt durch Gauangelloch regelmäßig die „ADAC-Rallye Heidelberg Historic“, eine Rallye mit Automobil-Klassikern aus den 1920er bis 1970er Jahren.

### Dialekt
Die lokale Mundart ist „Kurpellzisch’“ oder auf Hochdeutsch: der Pfälzer Dialekt in Kurpfälzer Ausprägung. Es wird ein rheinfränkischer Dialekt in unzähligen kleinräumigen Varianten „gebabbelt“. Das Hochdeutsche und der Anteil Zugezogener hat den Dialekt im Ort jedoch etwas zurückgedrängt.

## Vereine und Gruppen
In Gauangelloch sind 20 Vereine aktiv.
Der TSV Nordstern Gauangelloch wurde 1905 gegründet. Er betreibt seit den 1960er Jahren eine in Eigenleistung gebaute kleine Sporthalle, hat rund 850 Mitglieder, zwei aktive Fußballmannschaften sowie weitere Abteilungen für Wandern sowie Turnen/Leichtathletik.
Im Jahre 1929 wurde der Musikverein Gauangelloch gegründet, der noch bis heute besteht.
Seit dem Jahr 1983 wird in Gauangelloch auch aktiv Tennis gespielt. Der Tennisclub TC Rot-Weiß Gauangelloch e. V. verfügt über 6 Sandplätze die den Mitgliedern vom Frühjahr bis Herbst zur Verfügung stehen.

## Persönlichkeiten
- Rainer Zietsch (* 1964), Fußballspieler
- Hermann Dießlin (1882–1949), Landesforstmeister[30]